# Clarkeinda
Clarkeinda là một chi nấm trong họ Agaricaceae.